# Oreodera cretata
Oreodera cretata là một loài bọ cánh cứng trong họ Cerambycidae.